# Martin van Rooijen

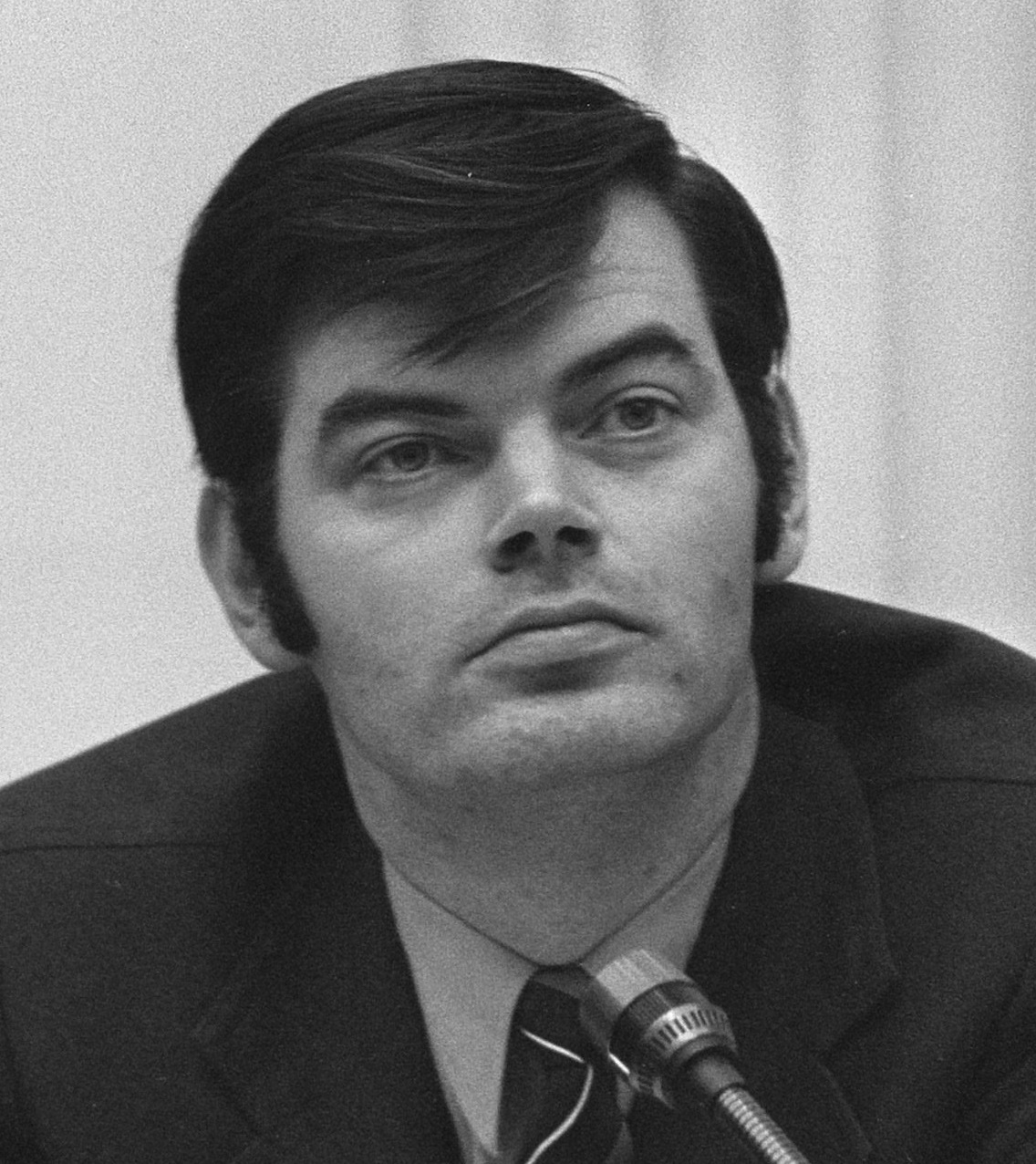
Martin van Rooijen (1974)

Martin Johannes van Rooijen (* 31. Juli 1942 in Drunen, Heusden, Provinz Noord-Brabant) ist ein niederländischer Politiker der Katholieke Volkspartij (KVP), des Christen-Democratisch Appèl (CDA) sowie nunmehr von 50PLUS, der zwischen 1973 und 1977 im Kabinett Den Uyl Staatssekretär im Finanzministerium sowie von 1977 bis 1980 erstmals Mitglied der Zweiten Kammer der Generalstaaten war. 
1980 wechselte er in die Privatwirtschaft und war in den folgenden Jahren Manager bei Shell Nederland, der Niederländischen Mineralölgesellschaft NAM (Nederlandse Aardolie Maatschappij), von NUON sowie Partner von Coopers & Lybrand. Er war darüber hinaus als Sportfunktionär Vorsitzender der Profifußball-Abteilung des Königlich Niederländischen Fußballverbandes KNVB (Koninklijke Nederlandse Voetbal Bond) sowie Vorsitzender des Niederländischen Verbandes der Rentnerorganisationen NVOG (Nederlandse Vereniging van Organisaties van Gepensioneerden).
Van Rooijen war zwischen 2015 und 2017 Mitglied der Ersten Kammer der Generalstaaten sowie von 2017 bis 2019 wieder Mitglied der Zweiten Kammer der Generalstaaten. Seit 2019 ist er wieder Mitglied der Ersten Kammer der Generalstaaten und Vorsitzender der dortigen 50PLUS-Fraktion sowie seit 2021 auch Politischer Führer von 50PLUS.

## Leben

### Staatssekretär und Mitglied der Zweiten Kammer

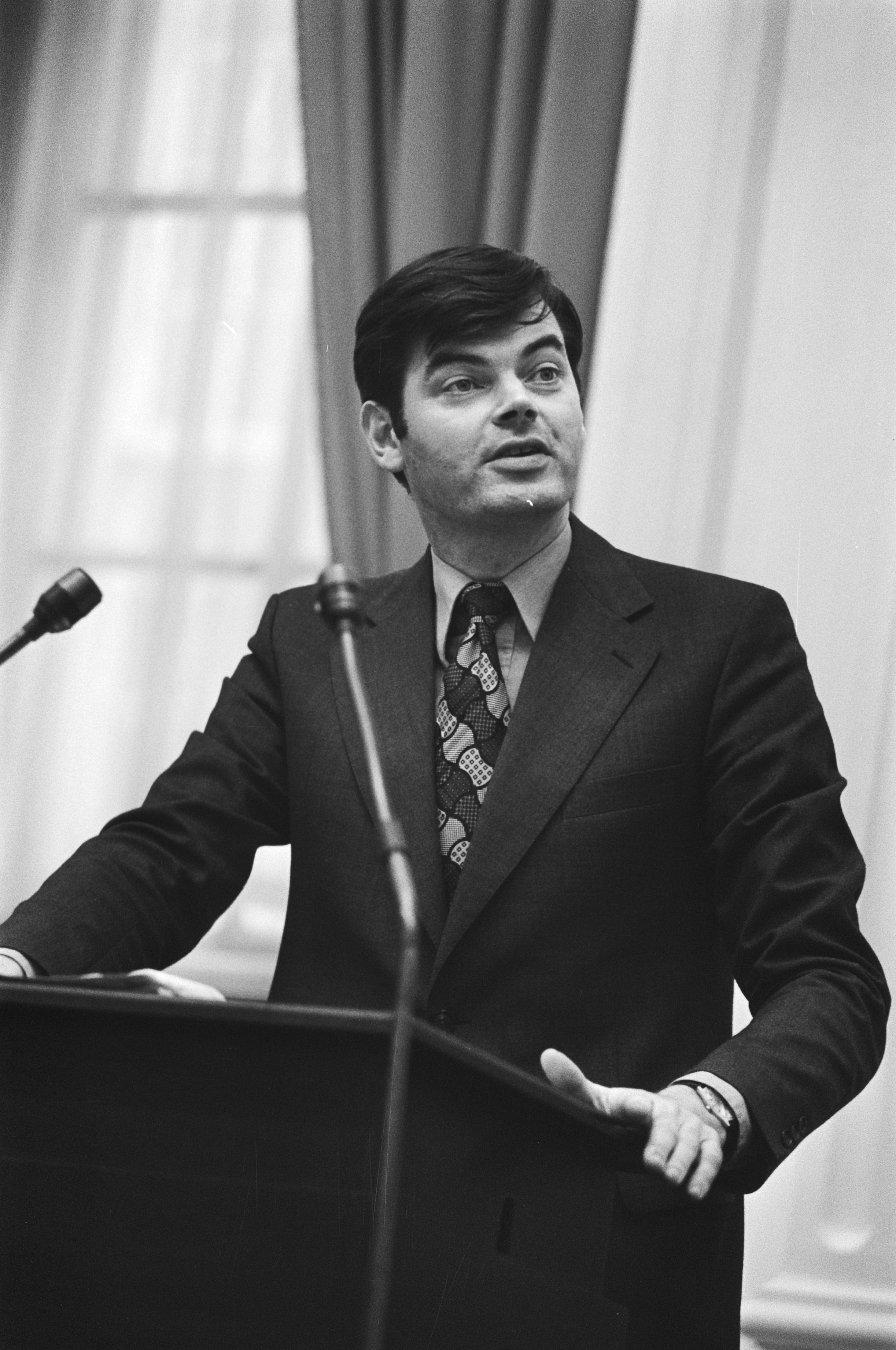
Staatssekretär van Rooijen bei einer Debatte in der Zweiten Kammer der Generalstaaten (26. Februar 1976).

Martin Johannes van Rooijen trat bereits als Siebzehnjähriger 1959 der Katholieke Volkspartij (KVP) als Mitglied bei und war nach einem Studium als Fachmann für Steuern tätig.
Am 21. Dezember 1973 übernahm der 31-Jährige van Rooijen im Kabinett Den Uyl Staatssekretär im Finanzministerium (Staatssecretaris van Financiën) und war dort bis zum 14. Oktober 1977 für Steuerangelegenheiten zuständig. 1975 wurde ein Gesetz zur Einführung eines befristeten Abzugs bei der Einkommensteuer für kleinere Selbstständige eingeführt. Diese Maßnahme wurde aufgrund der besonderen wirtschaftlichen Umstände nach der Ölpreiskrise und der Einkommensentwicklung im Mittelstand und in der Landwirtschaft getroffen. 1976 legte er zusammen mit Wirtschaftsminister Ruud Lubbers und Finanzminister Wim Duisenberg den Entwurf für ein Anlagekontogesetz (Wet Investeringsrekening) vor, der 1978 in Kraft gesetzt wurde. 1977 verteidigte er in der Zweiten Kammer erfolgreich einen Entwurf für ein Gesetz zur Bekämpfung der missbräuchlichen Verwendung von Einmalprämien. Danach blieben lediglich die Zinsen, die in den Zahlungen aus Einmalprämienverträgen enthalten waren, für die seit zwanzig Jahren oder mehr Prämien gezahlt wurden, unversteuert. Die Leistung musste jedoch vor dem siebzigsten Lebensjahr gezahlt werden. Der Gesetzentwurf wurde von Finanzminister Duisenberg im Staatsblad veröffentlicht.
Am 1. November 1977 wurde Martin van Rooijen für die KVP erstmals Mitglied der Zweiten Kammer der Generalstaaten (Tweede Kamer der Staten-Generaal), des Unterhauses des Parlaments (Generalstaaten), und gehörte dieser bis zu seinem Mandatsverzicht am 7. Oktober 1980 an. Für seine Verdienste wurde ihm am 11. April 1978 das Ritterkreuz des Ordens vom Niederländischen Löwen verliehen. Während seiner Parlamentszugehörigkeit war er Berichterstatter zur Transparenz der EU-Informationsbereitstellung sowie vom 23. April 1980 bis zum 7. Oktober 1980 Stellvertretender Vorsitzender des Ständigen Finanzausschusses (Vaste Commissie voor Financiën). Nach dem Zusammenschluss seiner Katholieke Volkspartij (KVP) mit der Anti-Revolutionaire Partij (ARP) und der Christelijk-Historische Unie (CHU) wurde er am 11. Oktober 1980 Mitglied des daraus hervorgegangenen Christen-Democratisch Appèl (CDA). 

### Wirtschaftsmanager und Sportfunktionär
1980 wechselte van Rooijen in die Privatwirtschaft und war in den folgenden Jahren Manager bei Shell Nederland, der Niederländischen Mineralölgesellschaft NAM (Nederlandse Aardolie Maatschappij), von NUON sowie Partner von Coopers & Lybrand. Er war darüber hinaus als Sportfunktionär Vorsitzender der Profifußball-Abteilung des Königlich Niederländischen Fußballverbandes KNVB (Koninklijke Nederlandse Voetbal Bond). Er war bei den Parlamentswahlen 1994 auf Platz 45 der CDA-Kandidatenliste und wurde nicht gewählt.
Außerdem war er zwischen März 2010 und dem 23. Mai 2012 Vorsitzender des Niederländischen Verbandes der Rentnerorganisationen NVOG (Nederlandse Vereniging van Organisaties van Gepensioneerden) sowie im Anschluss von Mai 2012 bis zum 30. November 2015 Vorsitzender des Dachverbandes der niederländischen Rentnervereinigungen (Koepel van Nederlandse Verenigingen van Gepensioneerden). Zugleich war er von Mai 2010 bis Dezember 2011 Vorsitzender des Verwaltungsrates des Psychische Gesundheitsfürsorge GGZ (Geestelijke gezondheidszorg) Westelijk Noord-Brabant in Bergen op Zoom. Er war ferner von 2012 bis Mai 2015 Berater für die Hochschulsanierung von Gesundheitseinrichtungen.

### Mitglied der Ersten und Zweiten Kammer sowie Politischer Führer von 50PLUS

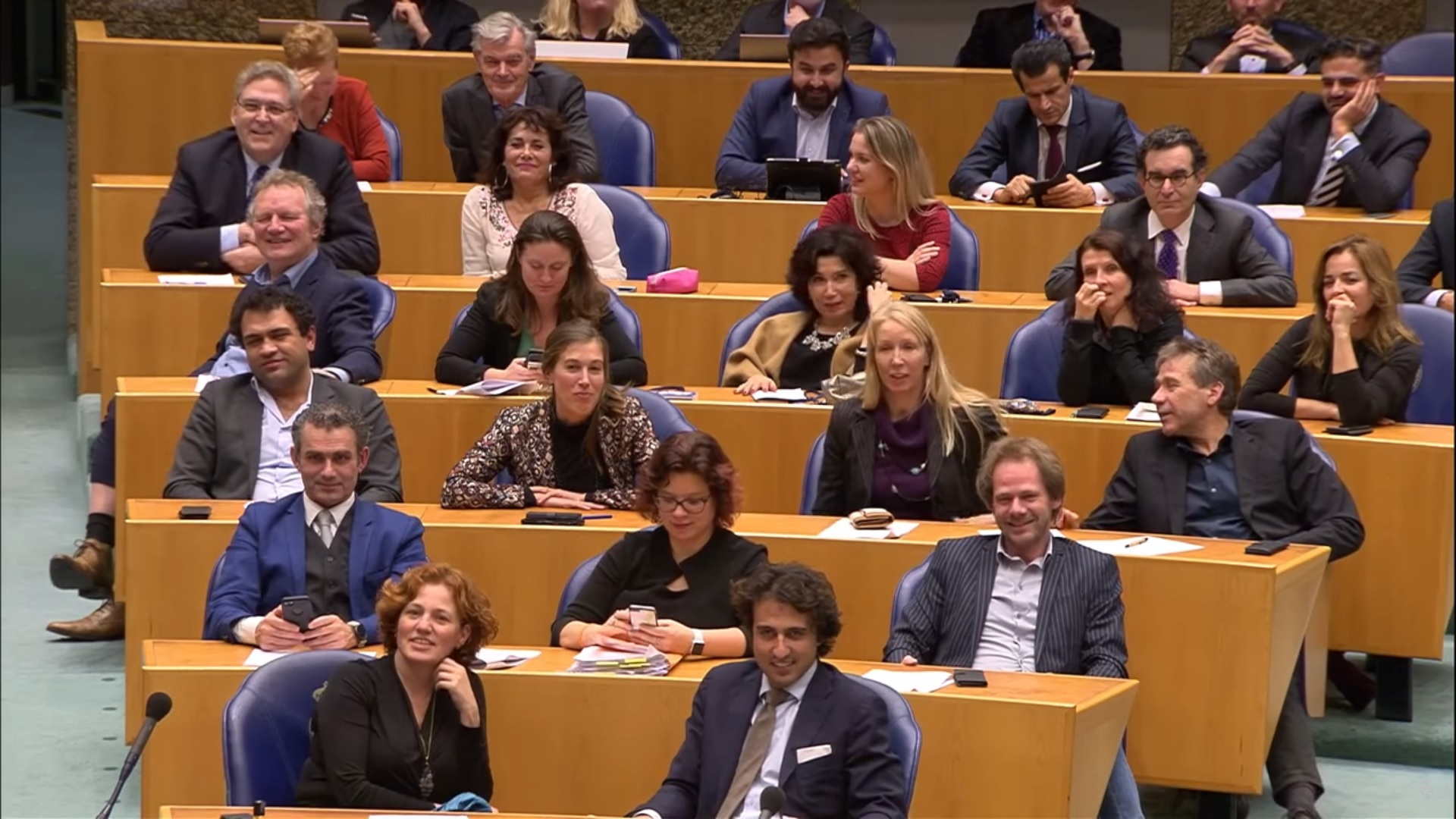
Martin van Rooijen (6. Reihe, 2. von links) als Mitglied der Zweiten Kammer der Generalstaaten (21. Dezember 2017).

Nachdem ihm die CDA aufgrund seines Alters keinen Platz auf der Kandidatenliste zuerkannt hatte, wurde Martin van Roijen am 9. Juni 2015 für 50PLUS Mitglied der Ersten Kammer der Generalstaaten (Eerste Kamer der Staten-Generaal), des Oberhauses des Parlaments, und gehörte dieser bis zum 22. März 2017 an. Bei der Parlamentswahl am 15. März 2017 wurde er Mitglied der Zweiten Kammer der Generalstaaten, der er bis zum 11. Juni 2019 angehörte. Im November 2017 sprach er während einer Debatte über die Abschaffung des nach Hans Hillen genannten Hillen-Gesetzes (Wet Hillen), das keine Steuererhöhung nach Hypothekenrückzahlungen vorsah, 4,5 Stunden lang, um eine fristgerechte Abwicklung zu verhindern. Dieser zusammen mit der Fraktion der Partij voor de Vrijheid (PVV) eingebrachte Plan scheiterte jedoch.
Van Rooijen ist seit dem 11. Juni 2019 wiederum Mitglied der Ersten Kammer der Generalstaaten und ist seit dem 11. Juni 2019 auch Vorsitzender der dortigen 50PLUS-Fraktion (Fractieleider in de Eerste Kamer). 2019 haben er, Lodewijk Asscher (PvdA), Lammert van Raan (PvdD), Farid Azarkan (DENK) und Sjoerd Sjoerdsma (D66) einen privaten Mitgliedsentwurf zur Möglichkeit der Mehrstaatigkeit aufgrund des EU-Austritt des Vereinigten Königreichs (Brexit) vorgelegt. Ebenfalls 2019 war er Mitverteidiger eines von Paul Smeulders (GroenLinks) vorgelegten Gesetzesentwurfs zur Verhinderung kurzfristiger Rentenkürzungen. Seit 17. Juni 2021 auch Politischer Führer (Partijleider) von 50PLUS.

## Veröffentlichung
- Children’s Independent Mobility to School in Seven European Countries: A Multinomial Logit Model, Mitautoren Houshmand Masoumi und Grzegorz Sierpiński, Technische Universität Berlin, 2021